# ATS D2
L'ATS D2 fu una vettura di Formula 1 che corse nella stagione 1979. Spinta da un tradizionale motore Ford Cosworth DFV fu concepita da John Gentry e Giacomo Caliri.
Evoluzione del modello D1, cercava di ripercorrere la linea delle wing cars di moda nel periodo; corse nei primi dieci gran premi della stagione non conquistando punti iridati. Venne guidata solo da Hans-Joachim Stuck in quanto la scuderia tedesca nella stagione impiegò una sola vettura per gran premio. Il miglior risultato fu l'ottavo posto nel Belgio a un giro dal vincitore.